# 新竹客運竹東站
捷乘客運竹東站，原名新竹客運竹東站，是捷乘客運向新竹客運租用設於新竹縣竹東鎮東寧路三段135號的公共汽車場站，與下公館站同樣分類為「竹東地區」的範圍內。
旅客可搭乘各路線前往新竹縣關西鎮、芎林鄉、橫山鄉、峨眉鄉、北埔鄉、尖石鄉、五峰鄉、苗栗縣頭份市（珊珠湖）、桃園市龍潭區、平鎮區、中壢區等地。2024年9月1日新竹客運退出竹東山區公路客運路線後，由捷乘客運租用接手。

## 月台

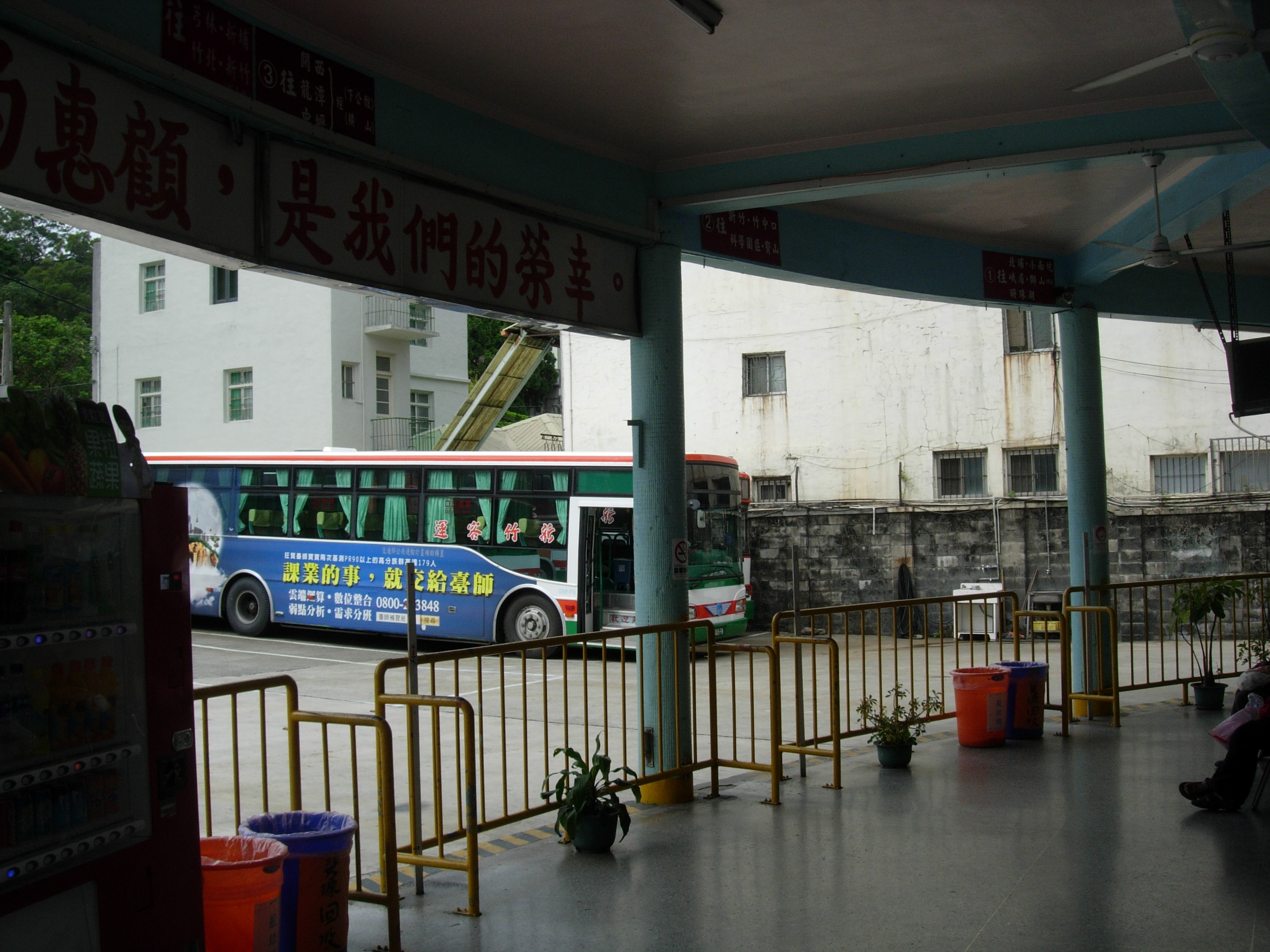
竹東站月台1

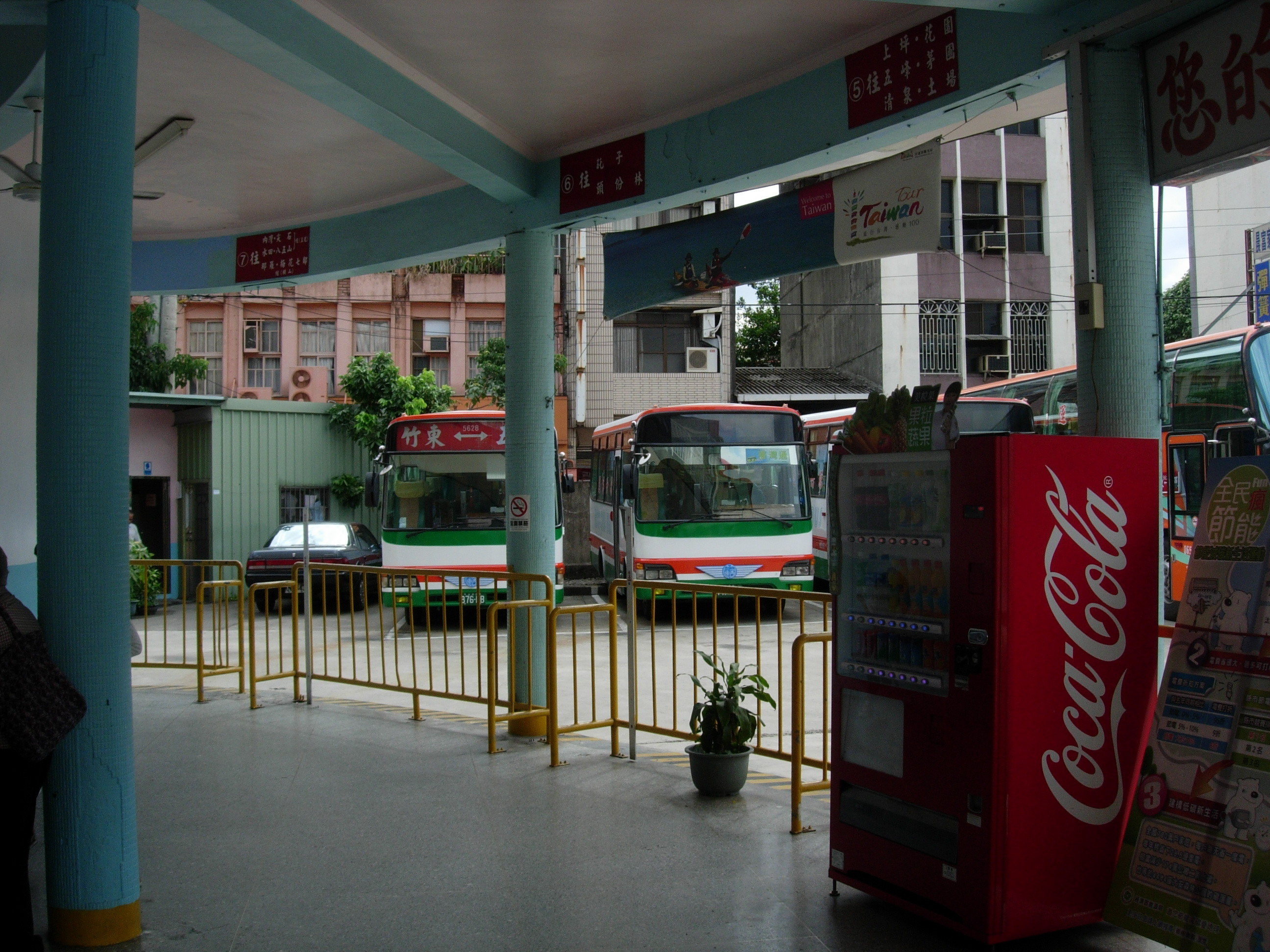
竹東站月台2

竹東站保留著現已少見扇形月台，於民國54年(1965年)12月開工，至民國55年(1966年)6月中完工，同年7月2日上午11時舉行落成典禮。站體部分出租作為店家使用，竹東站站內月台現有七個指示牌，東寧路上有一個指示牌，各指示牌分別如下：
- １．往北埔、小南坑、峨眉、獅山（獅尾）、珊珠湖
- ２．往新竹、竹中口、科學園區、寶山
- ３．往關西、龍潭、中壢（經下公舘、橫山）
- ４．往芎林、新埔、竹北、新竹（經芎林）
- ５．往上坪、花園、五峰、茅圃、清泉、土場
- ６．往矺子、頭份林
- ７．往內灣、尖石、水田、八五山（經五龍）、那羅、梅花七鄰（經橫山）
- 東寧路上乘車處僅往下公館

## 行駛路線
- 公路客運：
  - 5608 新竹—下公館（經竹東、關東橋、縣道122號，2024年11月1日起由捷乘客運代駛）
  - 5609 竹東—珊珠湖（經北埔、峨眉，2024年9月1日起由捷乘客運接駛）
  - 5625 竹東—那羅（經橫山、內灣、尖石、梅花七鄰，2024年9月1日起由捷乘客運接駛）
  - 5626 竹東—獅山（經北埔、峨眉，2024年9月1日起由捷乘客運接駛）
  - 5627 竹東—小南坑（經北埔，2024年9月1日起由捷乘客運接駛）
  - 5630 竹東—清泉 （經五峰、花園，2024年9月1日起由捷乘客運接駛）
  - 5631 竹東—八五山（經五龍、內灣、尖石、水田、煤源，2024年9月1日起由捷乘客運接駛）
  - 5633 竹東—芎林（2024年11月1日起由亦捷科際接駛）
  - 5633A 敏實科大—下公館（經竹東，2024年11月1日起由亦捷科際接駛）
  - 5634 竹東—中壢 (2024年9月1日起由捷乘客運接駛）
  - 5634A 竹東—關西（原5634路線截短行駛，2024年9月1日起由捷乘客運接駛）
  - 5635 竹東─頭份林（經橫山，2024年11月1日由亦捷科際接駛）
  - 5673 新竹—下公館（經竹東、快速道路，2024年11月1日起由捷乘客運代駛）

## 已停駛路線
- 5610 竹東—北埔
- 5628 竹東—五峰（經上坪）
- 5670 竹東—竹中口（經員山路）
- 5673A 竹東—新竹（經竹東火車站、台68線東西向快速公路）
- 5673B 竹東—中華科大—新竹（經竹東火車站、台68線東西向快速公路）

## 時刻

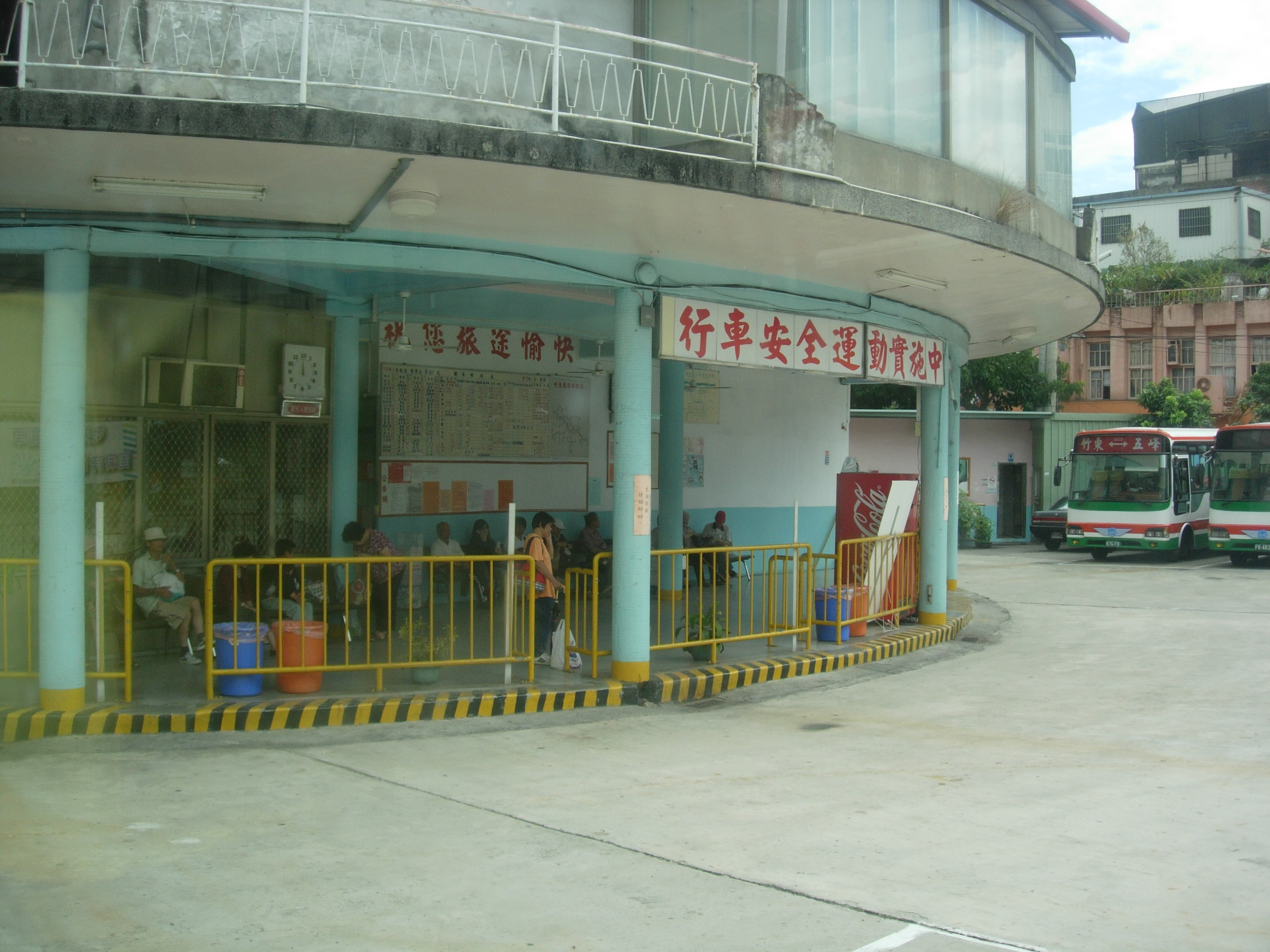
竹東站月台外觀

- 除5608(新竹 - 經122縣道 - 下公館)外，均為固定班次。
- 5608約10~20分鐘一班。5608部份班次為低地板公車。
- 原往中壢之5634公路客運，原於2023年11月5日停駛。2024年9月1日捷乘客運接手後復駛，每日兩班次。
- 國光客運1820（竹東—國道三號—台北）、1821（台北—員樹林—竹東）國道客運有在其附近設站，站牌為「東寧路」。1820經關西、龍潭，部份班次繞駛進關西市區，1821路線和1820相近，但下龍潭後會到員樹林後才開回高速公路往台北。1820和1821均為固定班次。
- 新竹客運竹東站時刻表 （页面存档备份，存于）

## 資料來源
1. ↑  竹東站地址 的存檔，存档日期2011-10-29.
2. ↑  . 國立公共資訊圖書館. 1966-07-03 （中文（臺灣））.

## 外部連結
- 新竹客運公司 （页面存档备份，存于）